# Coupole hexagonale
 (novembre 2024).
Pour les articles homonymes, voir Coupole (homonymie).
La coupole hexagonale (ou coupole triangulaire) est une figure géométrique faisant partie des solides de Johnson (J3). Elle peut être vue comme une moitié de cuboctaèdre.
Les 92 solides de Johnson ont été nommés et décrits par Norman Johnson en 1966.